# Podophorus bromoides
Podophorus bromoides là một loài thực vật có hoa trong họ Hòa thảo. Loài này được Phil. miêu tả khoa học đầu tiên năm 1856.